# Liste der denkmalgeschützten Objekte in Mattsee
Die Liste der denkmalgeschützten Objekte in Mattsee enthält die 8 denkmalgeschützten, unbeweglichen Objekte der Gemeinde Mattsee.

## Denkmäler
| Foto |                 | Denkmal                                                          | Standort                                | Beschreibung | Metadaten |
| ---- | --------------- | ---------------------------------------------------------------- | --------------------------------------- | --- | --- |
| ja   | Datei hochladen | Schloss Mattsee HERIS-ID: 15900 Objekt-ID: 12153                 | Schloßberg 1 Standort KG: Mattsee       | → Hauptartikel : Schloss Mattsee f1 | BDA-Hist.: Q1669804 Status: § 2a Stand der BDA-Liste: 2025-06-30 Name: Schloss Mattsee GstNr.: 559/1 Schloss Mattsee                              |
| ja   | Datei hochladen | Ehem. Pfleggericht HERIS-ID: 15910 Objekt-ID: 12163              | Schloßbergweg 7 Standort KG: Mattsee    | → Hauptartikel : Pfleggericht Mattsee f1 | BDA-Hist.: Q16855681 Status: Bescheid Stand der BDA-Liste: 2025-06-30 Name: Ehem. Pfleggericht GstNr.: 549 Ehemaliges Pfleggericht, Mattsee       |
| ja   | Datei hochladen | Anlage Stift Mattsee HERIS-ID: 110763 Objekt-ID: 128484          | Seestraße 2 Standort KG: Mattsee        | → Hauptartikel : Stift Mattsee f1 | BDA-Hist.: Q1600414 Status: § 2a Stand der BDA-Liste: 2025-06-30 Name: Anlage Stift Mattsee GstNr.: 545/1, .66, 561, .125, .126 Stift Mattsee     |
| ja   | Datei hochladen | Pfarrheim St. Michael HERIS-ID: 15920 Objekt-ID: 12173           | Seestraße 5 Standort KG: Mattsee        | | BDA-Hist.: Q37802587 Status: § 2a Stand der BDA-Liste: 2025-06-30 Name: Pfarrheim St. Michael GstNr.: 535/2                                       |
| ja   | Datei hochladen | Strandbad HERIS-ID: 15906 Objekt-ID: 12159                       | Strandbadstraße 16 Standort KG: Mattsee | Die Badeanlage stammt aus dem Jahr 1928 von Franz Mörth. Der zentrale Teil ist ein langgestreckter Holzbau mit einem Uhrturm, der ein zeltartiges Dach bekrönt. Entlang der ganzen Anlage wird ein nach Art einer Pergola angelegter Gang geführt. | BDA-Hist.: Q1750139 Status: § 2a Stand der BDA-Liste: 2025-06-30 Name: Strandbad GstNr.: .268 Strandbad Mattsee                                   |
| ja   | Datei hochladen | Anlage Gutsweiler Zellhof HERIS-ID: 110775 Objekt-ID: 128496     | Zellhof 1 Standort KG: Mattsee          | → Hauptartikel : Zellhof (Gemeinde Mattsee) f1 | BDA-Hist.: Q189039 Status: § 2a Stand der BDA-Liste: 2025-06-30 Name: Anlage Gutsweiler Zellhof GstNr.: .22, 267/4 Zellhof (municipality Mattsee) |
| ja   | Datei hochladen | Wartsteinkapelle HERIS-ID: 15901 Objekt-ID: 12154                | Standort KG: Mattsee                    | Der kleine Barockbau mit Schindeldach und Giebelreiter steht am Westende des Wartsteins, einer vom Ortszentrum her in den Obertrumer See hineinragenden Felsrippe. Der Betraum ist durch eine vergitterte Arkade vom Hauptjoch getrennt.           | BDA-Hist.: Q37801529 Status: § 2a Stand der BDA-Liste: 2025-06-30 Name: Wartsteinkapelle GstNr.: .100 Wartsteinkapelle                            |
| ja   | Datei hochladen | Wegkapelle hl. Johannes Nepomuk HERIS-ID: 15904 Objekt-ID: 12157 | Standort KG: Mattsee                    | Der kleine Rundbau steht am Überfluss zwischen Mattsee und Obertrumer See. Die Statue des Heiligen stammt ca. aus der Zeit um 1750. | BDA-Hist.: Q37801642 Status: § 2a Stand der BDA-Liste: 2025-06-30 Name: Wegkapelle hl. Johannes Nepomuk GstNr.: 2130/5                            |